# Пророцтва Мерліна
Пророцтва Мерліна (лат. Prophetiæ Merlini) — праця Джефрі Монмутського, що була в обігу, як libellus (невеликий твір), між 1130–1135 рр. Інша назва — Libellus Merlini («Книжечка Мерліна»).
Праця містить низку пророцтв легендарного чаклуна Мерліна, фантастичне життя якого було широко розроблене самим Джефрі. «Пророцтва Мерліна» передували більшій праці Джефрі Монмутського, а саме його «Історії королів Британії». Пізніше, «Пророцтва…» були вміщені як VII книга «Історії…», однак, маючи велику вагу, праця також існувала  самостійно. Як казав сам Джефрі, саме Александер Лінкольський підштовхнув його до окремого видання цієї частини більшої роботи.

## Підґрунтя
«Пророцтва...» певним чином були зумовлені працею Гільда «Про занепад та завоювання Британії» (De Excidio et Conquestu Britanniæ). Від Гільда та Неннія, Джефрі запозичив образ Амвросія Авреліана, адже у вступі, Мерлін фігурує під іменем Мерлін Амвросій (автор навмисне робить таку плутанину між Мерліном та Амвросієм).
Коли «Історія» широко перекладалася як «Роман про Брута», матеріалом про пророцтва Мерліна нехтували. Їх читали латиною, але для французьких читачів, а потім і англійських, вони замінювалися іншим політичним пророцтвом.
Ця праця не тільки започаткувала Мерліна як персонажа артуріанських легенд, але й створила такий жанр, як пророцтво. Був створений виразний англійський стиль політичного пророцтва,що його називали «Гальфрідянським», де тварини символізували певних політичних осіб.  Політичні пророцтва такої форми тримали свою популярність щонайменше протягом 400 років, а образ Мерліна-провидця широко ототожнювався з ними.

## Зміст
У вступній частині, Вортінґерн просить Амброзія (Мерліна) розтлумачити йому його  видіння, у якому білий та червоний дракон міряються силами. Мерлін відповідає, що Червоний Дракон символізує британців, а білий Дракон — саксів. Сакси переможуть. Довгий пророцький ряд, що стосується в основному воєн, є кістяком твору.
Левова частка пророцтв можуть бути встановлинеми — наприклад, катастрофа Білого Корабля (1120), смерть Вільгельма Аделіна (син Генріха 1).